# 魏森堡-贡岑豪森县
魏森堡-贡岑豪森县（Landkreis Weißenburg-Gunzenhausen）是德国巴伐利亚州的一个县，隶属于中弗兰肯行政区，首府魏森堡。

## 華語譯名
由於兩岸對於德國行政區「Landkreis」翻譯的不同，台灣譯為「魏森堡-貢岑豪森郡」；中國大陸譯為「魏森堡-贡岑豪森县」。

## 地理
魏森堡-贡岑豪森县西北面与安斯巴赫县，北面与罗特郡，东面与艾希施泰特县，南面与多瑙-里斯县相邻。